# Georg Wilhelm Ahrbeck
Georg Wilhelm Ahrbeck (* 3. Februar 1771; † 12. Dezember 1849) war ein Königlich Hannoverscher Offizier, Kriegsbau-Verwalter, Rechnungsführer im Zeughaus und Freimaurer. Sein Grabdenkmal findet sich auf dem Gartenfriedhof in Hannover.

## Leben
Georg Wilhelm Ahrbeck wurde zur Zeit der Personalunion zwischen Großbritannien und Hannover geboren. Während seiner militärischen Laufbahn wurde er zum Leutnant befördert, später zum Kapitän. Während der sogenannten „Franzosenzeit“ wurde er am 17. März 1803 in die Johannis-Freimaurerloge Zum schwarzen Bär aufgenommen.
Nach der Erhebung des ehemaligen Kurfürstentums Hannover zum Königreich wirkte Georg Wilhelm Ahrbeck als Beamter seines Landesherrn, war als Bau- und Zeughaus-Verwalter zuständig für die Verwaltung der militärischen Einrichtungen wie beispielsweise das Zeughaus, insbesondere das bis 1849 in der Residenzstadt errichtete Zeughaus am Waterlooplatz.
1849 war zugleich das Todesjahr Ahrbecks. Das Adressbuch der Königlichen Residenzstadt Hannover von 1849 verzeichnete den Wohnsitz von Georg Wilhelm Ahrbeck ebenfalls am Waterlooplatz, den von dem Königlich Hannoverschen Baumeister und Stadtplaner Georg Ludwig Friedrich Laves Anfang des 19. Jahrhunderts neu gestalteten Exerzierplatz gegenüber dem Leineschloss.

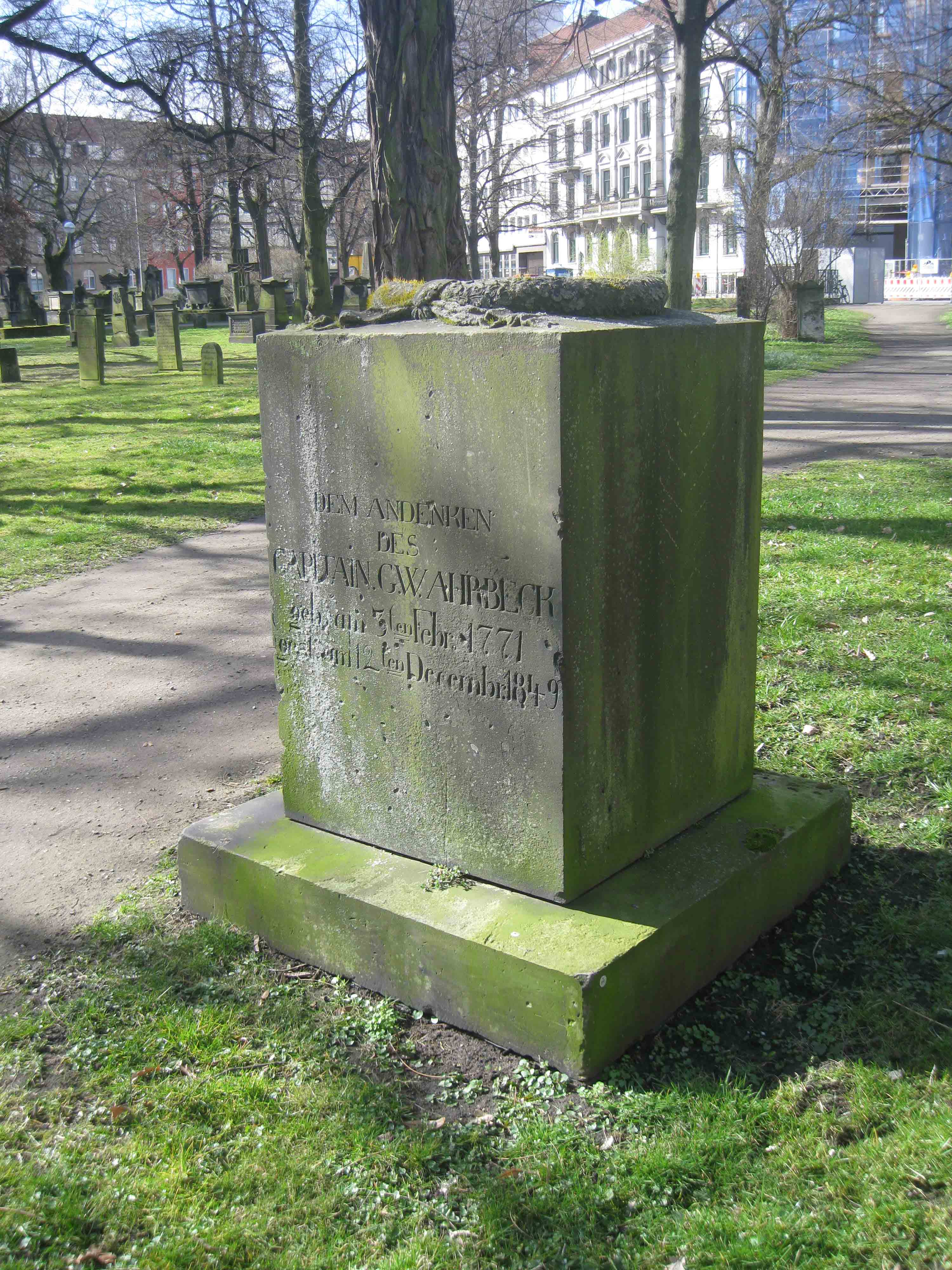
Grabmal von Georg Wilhelm Ahrbeck auf dem Gartenfriedhof, Grabsteinquader mit Kranz aus Eichenlaub

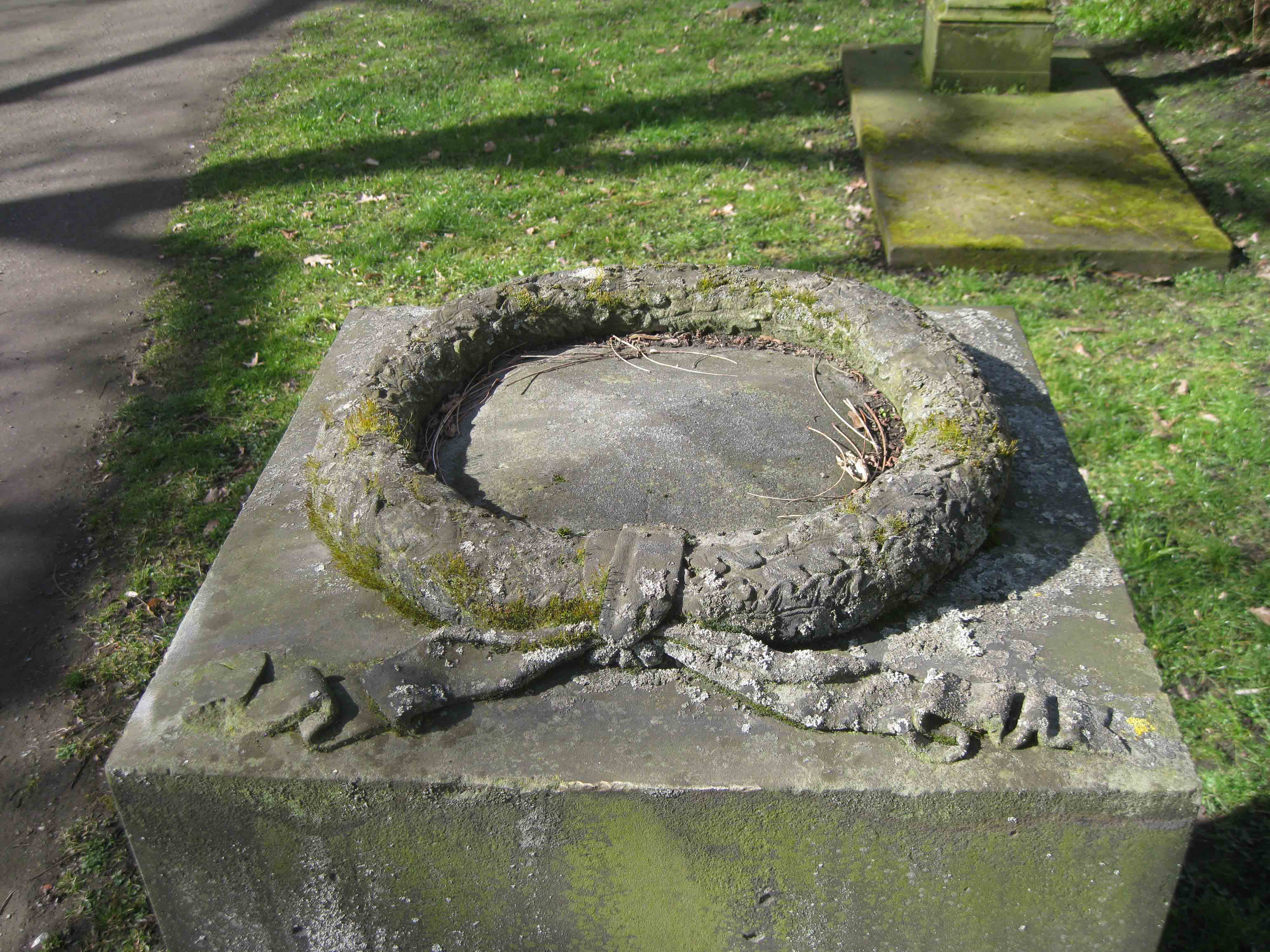
Eichenlaubkranz

## Das Grabmal
Das – denkmalgeschützte – Grabmal Ahrbecks auf dem Gartenfriedhof mit der Inschrift

„Dem Andenken des Capitain G. W. Ahrbeck ...“

zeigt sich als ein auf quadratischem Sockel stehender schlichter Quader aus Sandstein, der im Stil des Klassizismus mit einem liegenden Kranz und Zierband bekrönt ist.